# Gino Caccianiga
Gino Caccianiga (Treviso, 22 dicembre 1872 – Treviso, 6 luglio 1942) è stato un politico italiano.
Figlio di Maurizio e nipote ex fratre di Antonio Caccianiga, fu fondatore e primo presidente della Cassamarca.
Fece parte della Massoneria.